# Paolo Modugno (réalisateur)
 (février 2018).
Si vous disposez d'ouvrages ou d'articles de référence ou si vous connaissez des sites web de qualité traitant du thème abordé ici, merci de compléter l'article en donnant les références utiles à sa vérifiabilité et en les liant à la section « Notes et références ».
Pour les articles homonymes, voir Paolo Modugno et Modugno (homonymie).
Paolo Modugno, né le 8 avril 1940 à Rome,, est un acteur, présentateur, réalisateur et dialoguiste italien.

## Biographie
Paolo Modugno débute à la Rai comme acteur-enfant dans un programme avec Arnoldo Foà et devient  une voix populaire de la radio. Il poursuit sa carrière au théâtre, puis au cinéma comme interprète notamment pour les films Guardie e ladri, Tototarzan, Jacob et Esaü, Il caso Pisciotta, Ondata di calore.
À la télévision il participe à des comédies et des adaptations télévisées de romans, parmi lesquels Una tragedia americana (1962, réalisée par Anton Giulio Majano), David Copperfield, Il caso Mauritius, L'isola del tesoro, Vita col padre e con la madre et Eugenia Grandet.
En 1971, il est auteur, interprète et metteur en scène de pièces de théâtre.
Depuis 1976 il collabore aux programmes de RadioRai, en tant qu'auteur et réalisateur d'adaptations de romans et de transmissions en direct dont il est aussi présentateur, comme « Radio Anch'io » et d'autres programmes de la variété comme « Sotto il sole, sopra la luna ».
Il est auteur d'un radio drame intitulé Il grande silenzio radio, produit par Radiouno pour un congrès de l'U.E.R..
Il réalise une série de 13 documentaires intitulés La lunga ombra dell' arcobaleno et un journal de voyage on the road aux États-Unis, La Strada Obliqua. Dans les années 1990, il s'occupe de la réalisation di programme radio en 60 épisodes Dancing Esperia. Il est également auteur et présentateur du programme « Corso Italia / Voci e suoni dalla provincia ».
En 1997, il est auteur, réalisateur et présentateur de Duty Free, puis réalisateur du programme quotidien Lavori in Corso.
En 2000, il est co-auteur et réalisateur de la fiction Il Castello di Eymerich.
Le 10 octobre 2021, il est invité à présenter le film La Mafia fait la loi, de Damiano Damiani, au centre culturel Robert-Desnos de Ris-Orangis.
Il est le frère de l'actrice Ludovica Modugno.

## Filmographie

### Réalisateur
- 1998-1999 : I Conquistatori, une série de 20 documentaires pour la RAI.
- 1999 : Angeli (quadrilogie télévisuelle)
- 2000 : Italia, Italia!  18 documentaires pour RAI avec Arturo Minozzi.
- 2001 : Territori d'ombra
- 2002 : L'ospite segreto (it)
- 2003 : L'Apetta Giulia e la Signora Vita

### Scénariste
- 1997 :  scénario en vingt épisodes de Storia del Cristianesimo avec Veronica Salvi : programme télévisé produit par Ettore Bernabei pour la Lux-Vide.
- 1998 : Non ho l'età avec Veronica Salvi : téléfilm pour la série Donne al Bivio.
- 1998-1999 : Il écrit avec Veronica Salvirealizza et réalise I Conquistatori, une série de 20 documentaires pour RAI International.
- 2000 : Italia, Italia! co-auteur avec Arturo Minozzi de 18 documentaires pour la RAI.
- 2001 : Co-auteur avec Veronica Salvi du scénario du film Territori d'Ombra.
- 2001 : Co-auteur avec Veronica Salvi du scénario du film animé en 3D L'apetta Giulia e la signora Vita.

## Théâtre
- 2004-2005 : Réalisateur de la comédie La manutenzione della bicicletta de Lina Prosa.
- 2007 : Co-auteur avec Olga Garavelli et réalisateur du spectacle théâtral Merci beaucoup, thank you, grazie tante, Gorni Kramer.
- 2012 : Auteur du spectacle théâtral Aznamour / L'amore si prova ma non si fanno le prove avec Gianluca Ferrato.

## Radio
- 1998-1999 : Auteur, avec Tullio Fazzolari et Veronica Salvi, et réalisateur de la fiction radio quotidienne Partita doppia, en 175 épisodes.
- 1999 : Auteur et réalisateur du programme quotidien en direct Radio City Caffè
- 2000 : Réalisateur radio de Il Castello di Eymerich de Valerio Evangelisti et Paolo Modugno.
- 2005 : Adaptation radiophonique de Josephine de Linda Brunetta.
- 2006 : Réalisateur de la sit-com radio de Linda Brunetta Nessuno è perfetto en 50 épisodes avec M. A. Monti, S. Impacciatore, D. Formica, G. Ratti. Il écrit et met en scène le monologue « Si può incominciare dalla fine », interprété à Poppi, à Florence et au Teatro Bellini de Palerme, par Galatea Ranzi, et à Turin par Ludovica Modugno.

## Doublage
Depuis 1982, il s'occupe d'adaptations, de dialogues et de la réalisation du doublage de films, téléfilms et animations.

## Prix
- Premio Associazione Critici Radiotelevisivi pour le programme radiophonique Il Filo di Arianna (1989)
- Premio Nazionale Regia Televisiva (1990)
- Prix Italia 1992 pour la radio (1992)
- Premio Oscar della Radio pour le documentaire Radio Ibis (1993)
- Primo Premio Candoni Arta Terme 1993 pour le radiodrame « L'uomo che credeva di non essere » (1993)
- Grand Prix International de la Radio de l'URTI (Université Radio Télévisuelle Internationale) pour l'œuvre «O-OO-OOOH!» (1993)
- Prix Ostankino, à Moscou pour le radiodrame (1993)
- Premio Oscar per la Radio pour le programme «Corso Italia» (1995)
- Premio Canevascini 1995 de la Radio Svizzera Italiana pour le documentaire «Voci Nere» (1995)
- Premio Fondi La Pastora pour la comédie théâtrale « Motel » (1997)
- Prix Italia per la fiction seriale radiofonica pour "Il Castello di Eymerich" (2000)
- Premio per la regia Campione Noir 2000 pour le film "Territori d'Ombra" (2000)
- Globo d'Oro della Stampa Estera pour le film "Territori d'Ombra" (2001)
- Special Recognition Award pour le film "Territori d'Ombra" au Los Angeles Italian Film Awards (2001)
- Premio della sezione Riflessioni del 54esimo Festival Internazionale del Cinema di Salerno, pour le film "Territori d'Ombra" (2002)
- Special Recognition Award per L'ospite segreto (it) au Los Angeles Italian Film Festival (2003)